# Psychotria goodii
Psychotria goodii là một loài thực vật có hoa trong họ Thiến thảo. Loài này được Figueiredo mô tả khoa học đầu tiên năm 2007.